# Équipe du Guyana de rugby à sept
L'équipe du Guyana de rugby à sept est l'équipe qui représente le Guyana dans les principales compétitions internationales de rugby à sept au sein des World Rugby Sevens Series et des jeux du Commonwealth.

## Histoire
Le Guyana participe pour la première fois de son histoire à une étape des World Sevens Series en 2010, à l'occasion du tournoi américain où il termine sans victoire, mais avec un match nul obtenu face à la France (12-12).
Le Guyana se qualifie pour la première fois aux Jeux du Commonwealth en 2010 où il termine à la dernière place à la suite d'une défaite en quart de finale de bowl face aux Tonga (14-21).

## Palmarès

### Jeux du Commonwealth
- 1998 : non qualifié
- 2002 : non qualifié
- 2006 : non qualifié

- 2010 : quart de finale de bowl
- 2014 : non qualifier